# Charlemagne (Québec)
Charlemagne (ʃaʁ.lə.maɲ) ist eine Stadt im Südwesten der kanadischen Provinz Québec. Sie liegt in der Region Lanaudière, rund 20 km nördlich des Zentrums von Montreal. Charlemagne gehört zur regionalen Grafschaftsgemeinde (municipalité régionale du comté) L’Assomption, hat eine Fläche von 2,19 km² und zählt 5913 Einwohner (Stand: 2016).

## Geographie
Charlemagne liegt in der Region Rive-Nord, zwischen dem nördlichen Ufer des Rivière des Prairies und dem westlichen Ufer des Rivière L’Assomption. Letzterer mündet auf der Höhe der Île Bourdon in den Rivière des Prairies, der wiederum einen Kilometer weiter östlich in den Sankt-Lorenz-Strom fließt. Auf der gegenüberliegenden Seite der Île Bourdon befindet sich die Île de Montréal. Das Gelände ist weitgehend flach. Nachbargemeinden sind Repentigny im Norden, Varennes im Osten (am gegenüberliegenden Ufer des Sankt-Lorenz-Stroms), Montreal im Süden und Terrebonne im Westen.

## Geschichte

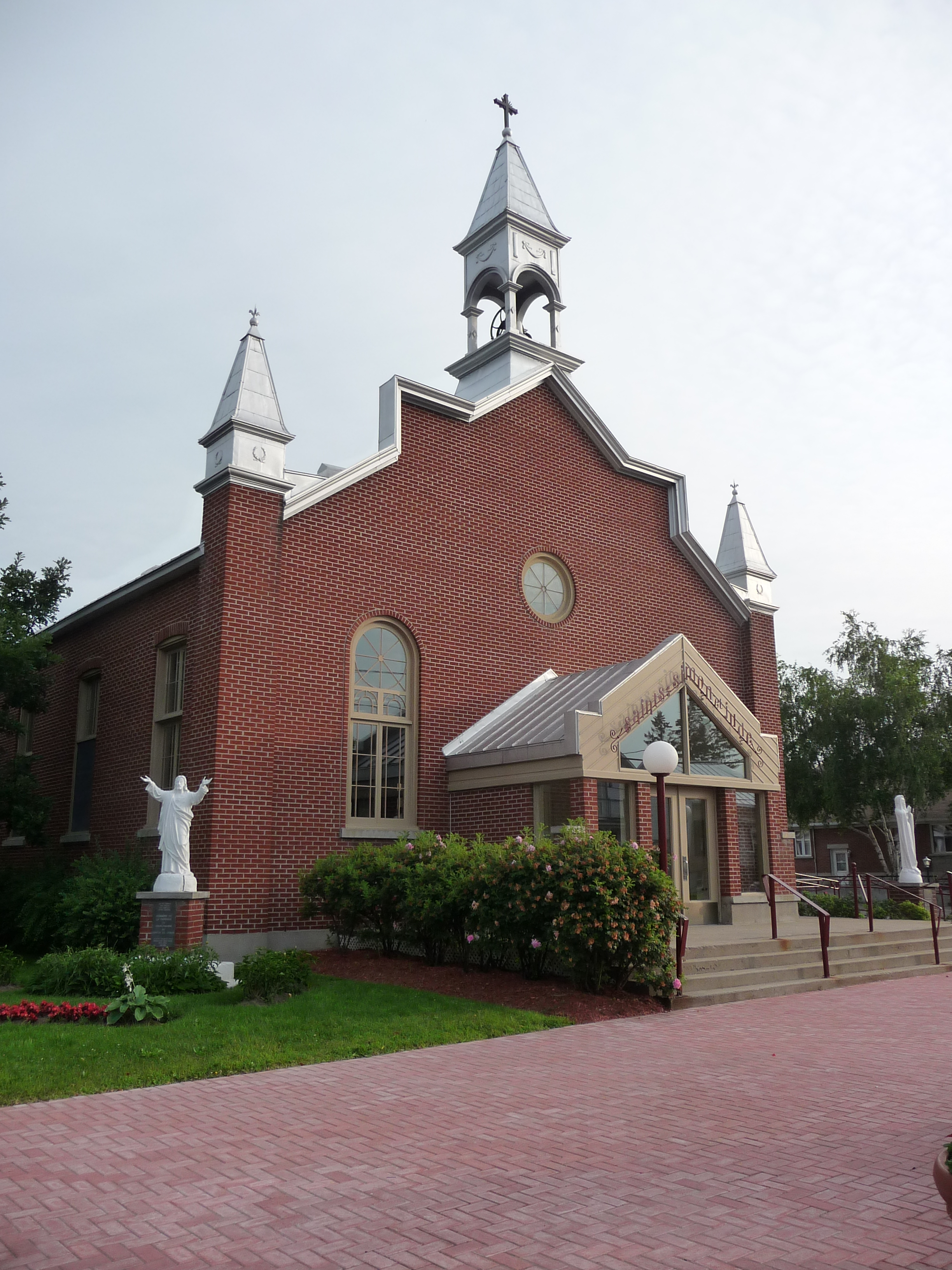
Kirche von Charlemagne

Das heutige Stadtgebiet war bis weit ins 19. Jahrhundert hinein unbesiedelt und gehörte zur Gemeinde Le Gardeur (2002 mit Repentigny fusioniert). 1867 eröffnete die L’Assomption Lumber Company nahe der Mündung des Rivière L’Assomption ein Sägewerk. Drumherum entstand eine Siedlung, die den Namen Charlemagne erhielt, benannt nach Karl dem Großen. Das rasch wachsende Dorf wurde 1906 zu einer eigenständigen Gemeinde erklärt und erhielt 1969 den Stadtstatus. Charlemagne ist Mitglied des im Jahr 2000 gegründeten Zweckverbandes Communauté métropolitaine de Montréal.

## Bevölkerung
Gemäß der Volkszählung 2011 zählte Charlemagne 5.853 Einwohner, was einer Bevölkerungsdichte von 2709,7 Einw./km² entspricht. 94,6 % der Bevölkerung gaben Französisch als Hauptsprache an, der Anteil des Englischen betrug 1,5 %. Als zweisprachig (Französisch und Englisch) bezeichneten sich 0,4 %, auf andere Sprachen und Mehrfachantworten entfielen 3,5 %. Ausschließlich Französisch sprachen 65,0 %. Im Jahr 2001 waren 94,7 % der Bevölkerung römisch-katholisch, 1,6 % protestantisch und 3,4 % konfessionslos.

## Verkehr
Hauptverkehrsader von Repentigny ist die Route 640, die am westlichen Stadtrand in die Autoroute 640 übergeht. Diese Autobahn kreuzt sich dort mit der Autoroute 40, der wichtigsten Straßenverbindung zwischen den Städten Montreal und Québec. In Nord-Süd-Richtung verläuft eine Eisenbahnlinie der Canadian National Railway, es gibt jedoch keinen Bahnhof auf Stadtgebiet. Mehrere Buslinien der Gesellschaft CRT Lanaudière verbinden Charlemagne mit Montreal und den benachbarten Gemeinden.

## Persönlichkeiten
- Céline Dion (* 1968), Sängerin
- Sylvain Marcel (* 1964), Schauspieler
- Michelle Quintal (* 1940), Organistin und Musikpädagogin